# فيصل التفرقة بين الإسلام والزندقة
فيصل التفرقة بين الإسلام والزندقة هو كتاب من تأليف الغزالي الطوسي (المتوفى 505 هـ). ذكرها المرتضى الزبيدي (المتوفى 1205 هـ) باسم «التفرقة بين الإيمان والزندقة».

## تعريف بالكتاب
كتب الغزالي هذا الكتاب نحو سنة 497 هـ. وفيها يضع حدا لمن يعتبر مسلما ومن يعتبره كافرا أو زنديقا. ويقول الغزالي في مقدمة الكتاب:

## المخطوطات
من المخطوطات المعتمدة في طبعة دار المنهاج بجدة مخطوطة كتبت سنة 508 هـ بخط عبد المجيد بن الفضل بن علي بن حسين القَزّازي الطبري، وهي من مقتنيات مكتبة شهيد علي التابعة للمكتبة السليمانية بإصطنبول.

## الطبع

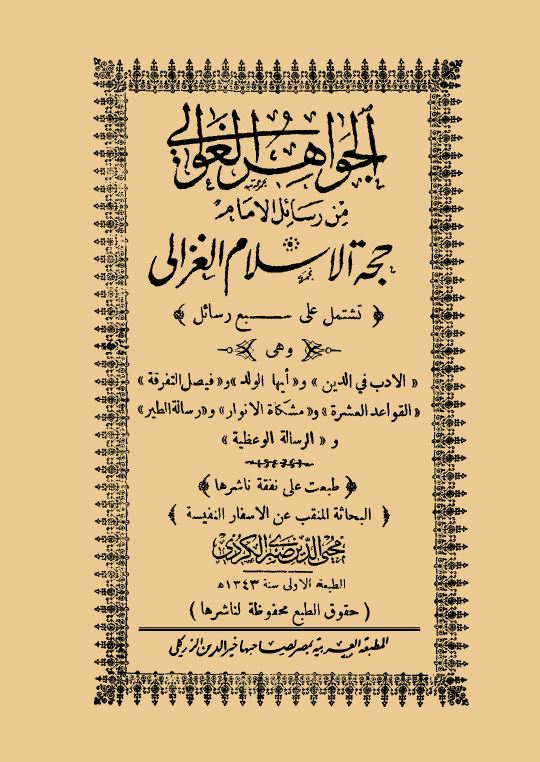
غلاف «الجواهر الغوالي» ، تشتمل على سبعة رسائل للغزالي احداها رسالة «فيصل التفرقة» ، 1343 هـ.

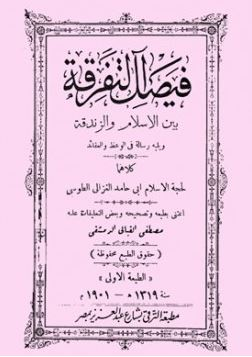
غلاف طبعة مصطفى القباني، 1319 هـ.

طبعت طبعة حجرية في مجموع رسائل جمعها قاضي إبراهيم في بمباي سنة 1283 هـ. وطبع الكتاب في القاهرة سنة 1319 هـ، ثم طبعة مصطفى القباني سنة 1328 هـ.
لعل أشهر الطبعات هي طبعة أعدها الأزهري سليمان دنيا سنة 1381 هـ / 1961 م، غير أن هذه الطبعة لا تعتمد على دراسة أي من مخطوطات الكتاب، بل تعتمد على النسخة المطبوعة سنة 1319 هـ / 1901 م، ويبدو أنها لا تخلو من الأخطاء، مثلا جائت في طبعة سليمان دنيا أن لا يكفر المرء ان كان تأويله في أمر لا يتعلق «بأصول القواعد»، غير أن المرجح أن الغزالي قصد «أصول العقائد»، كما جاء في طبعة محمود بيجو، والذي اعتمد في نشرته على مخطوطتان في المكتبة الظاهرية، ونشر الكتاب من مطبعته في الحلبوني بدمشق سنة 1413 هـ / 1993 م.

## الترجمة
الألمانية
ترجمها Hans-Joachim Runge في سنة 1938 م، كيل.
وترجمة أخرى ظهرت سنة 1998 م:
Uber Rechtgläubigkeit und religiose Toleranz. Eine Ubersetzung der Schrift Das Kriterium der Unterscheidung zwischen Islam und Gottlosigkeit" (Faysal at-tafriqa bayna l-Islam wa-z-zandaqa), eingeleitet, ubersetzt und mit Erlauterungen versehen von Frank Griffel, Zurich: Spur Verlag 1998
الإنكليزية
On the Boundaries of Theological Tolerance in Islam: Abu Hamid al-Ghazali's Faysal al-Tafriqa, Sherman A. Jackson (Karachi: Oxford University Press, 2002)
الإسبانية
لخصها بالإسبانية أسين بلاثيوس سنة 1929 م، مدريد.